# Shabnam Tolouei
Shabnam Toluie (también escrito Toloui, en persa: شبنم طلوعی‎   ) (Teherán) es una actriz, directora de teatro y dramaturga iraní. Actualmente, el gobierno le prohíbe trabajar en Irán debido a su religión, la fe baháʼí, que está sujeta a persecución sancionada por el estado. Desde diciembre de 2004 vive en París, Francia, convirtiéndose en ciudadana francesa naturalizada en 2019.

## Biografía
Estudió realización cinematográfica en Teherán, en la Escuela de Cine de Bagh-Ferdos y tiene una licenciatura en Estudios Teatrales de la Universidad Paris X. Escribe cuentos para revistas culturales desde 1990, actúa en el escenario desde 1993 y escribe obras de teatro desde 1994. Desde 2002 también ha enseñado el método biomecánico y actuación para la cámara en el Instituto de Formación Artística y Cultura Kranameh en Teherán.

## Trayectoria en Irán

### Teatro en Irán
- Romeo y Julieta, Shakespeare (dirigida por Ali Raffi)
- La mil y primera noche (escrito y dirigido por Bahram Bayzai )
- Blood Wedding, lorka (Dirigida por Ali Raffi)
- Shazde Ehtedjab, Hooshang Golshiri (dirigida por Ali Raffi)
- The Maids, Jean Genet (Dirigida por Ali Raffi)
- Bizhan y Manizhe (obra épica basada en Shahname de Ferdowsi ) dirigida por Pari Saberi
- Kiss you and Tears, Charmshir (Dirigida por Mohammad Aghebati)
- La habitación de Roya, Foroozand
- En la tierra, Foroozand
- Hamzad, Amir Dejakam
- Gritos y demandas por la muralla de la ciudad, Tankred Dorst, dirigida por Hassan Majouni
- Mañana (*)
- Morad (*)
- La Séptima Ley (*), 1995
- Bitter Coffee (*) (Drama social, publicado en 2003)
- Bahman Baghdad (*) (un romance basado en la guerra Irán-Irak), 2003

(*): Obras escritas y dirigidas por Shabnam Tolouei con Farda Theatre Group en Irán.

### Novela
- Mi querido actor (Bazigar-e aziz-e man) (Publicación Cheshmeh, ISBN 964-362-035-2 ), 2002

### Actuando en largometrajes en Irán
- Una casa construida sobre el agua (dirigida por Bahman Farmanara)
- Sharareh (dirigida por Siamak Shayeghi )
- El DVD del día en que me convertí en mujer (dirigido por Marzieh Meshkini) está disponible en Europa y EE. UU.
- Un cuaderno del cielo, (daftari az aseman) Parviz Sheykh Tadi
- Chocolate, Afshin Sherkat
- Una flor para Maryam, Hassan Aghakarimi

### Actuando en series de televisión en Irán
- Hamsafar, Ghasem Jafari
- Inspector shamsi y madame, Marziye Boroumand
- Bedoone sharh, Mehdi Mazloumi
- Un campo donde crecen las cañas (Neyestan), Mohamad Mokhtari

### Actuando en cortometrajes en Irán
- Nadie habla con nadie (Hich kas ba hich kas harf nemizanad), Bonakdar y Alimohammadi
- El amor está solo (Eshgh tanhast), Bonakdar y Alimohammadi
- Desierto de los espejos (Kavir-e ayeneha), Bonakdar y Alimohammadi

### Premios en Irán
- Mejor Actriz en el XIV Festival Internacional de Teatro Fajre, Irán, 1996
- El segundo mejor dramaturgo en el XIV Festival Internacional de Teatro Fajre, Irán, 1996
- Segunda Mejor Actriz en el XV Festival Internacional de Teatro Fajre, Irán, 1997
- Segundo Mejor Director en el XXI Festival Internacional de Teatro Fajre, Irán, 2003
- Mejor Actriz en el 22 ° Festival Internacional de Teatro Fajre, Irán, 2004

## Espectáculos de teatro internacional
- Autumn Dance (directora / dramaturga / actriz) realizada en Bing Studio Theatre, Universidad de Stanford 2017
- Autumn Dance, Estocolmo, 9 ° Congreso Internacional de Mujeres Dramaturgas, 2012
- Autumn Dance (directora / dramaturga / actriz) interpretada en persa y francés en París / Praga / Estocolmo / Toronto / Jonkoping 2011-2013
- Bitter Coffee, festival de teatro de la ruta de la seda en Ruhr, Mulheim, Alemania, 2003
- Kiss you and Tears, festival del Lejano y Cercano Oriente en Berlín, Alemania, 2004
- Kiss you and Tears en Friburgo, Alemania, 2004
- Kiss you and Tears, festival de teatro de la ruta de la seda en Ruhr, Mulheim, Alemania, 2004
- Kiss you and Tears, festival de Sharjah, Sharjah, Emiratos Árabes Unidos, 2005
- Kiss you and Tears, Wiesbaden, Stuttgart, Heidelberg, Alemania, 2006
- Beso y lágrimas, Berlín, 2006

## Trayectoria fuera de Irán
- Les étoiles, un documental sobre mujeres y violencia (como cineasta y editora) en proceso de edición, EE. UU. Y Francia 2018-2019
- Dust-Flower-Flame un documental sobre la vida de Tahirih Qurratul Ayn (como cineasta y editor) Francia 2015. La película se proyecta en diferentes ciudades del mundo como París, Nueva York, Londres, Washington D. C., Berkeley, Stanford University, Toronto, Montreal, Arizona, UCLA University, Chicago, San Francisco, etc. y fue transmitida por BBC Persian TV en marzo de 2017
- Etre pionnier dans la foie Baháʼíe (como director y editor)
- Tome uno (BARDASHTE YEK) / (como director y editor) / cortos documentales web sobre los seguidores de la fe baháʼí en Francia 2011-2012

### Actuación cinematográfica
- Mitra / Kaweh Modiri / Baldr Film Production / 2019 ... (proyecto en curso)
- Red Rose / Sepideh Farsi / largometraje / 2013
- Mujeres sin hombres / Shirin Neshat / largometraje / 2009[4][5]
- La tortura blanca (Arash Naimian / cortometraje) 2009
- Munes (Shirin Neshat / Video instalación) 2007
- Au dernier recours (Nazmjou) París, 2006

### Teatro
- Tarabnameh (Actriz) de Bahram Beyzaei, realizada en la Universidad de Stanford 2016
- Bahman-bagdad (dramaturgo y dictador), Krefeld, 2010-2012[6] para el teatro de la ciudad de Krefeld en idioma alemán con actores alemanes 2010-2012
- Autumn Dance (directora / dramaturga / actriz) interpretada en persa y francés 2011-2017
- L'entretien (como directora y actriz) / una obra persa de Mohammad Rahmanian, interpretada en francés / Lilas En Scène / París 2006
- Louvre vue d'ailleurs, actuación musical, en el Museo del Louvre / trabajo en equipo / París 2005

### Programas de radio en idioma persa
- Tasvir 2006-2007 para Payamedoost radio
- Beresad se daste a 2008 / Payamedoost radio
- Sahba y yo (pavaraghihaye mano sahba) 2009 / Payamedoost radio
- Álbum 2012-2013 / Payamedoost Radio[7]